# Конов, Александр Никитич
Александр Никитич Конов (род. 20 февраля 1950 года) — советский и российский дизайнер, член-корреспондент РАХ (2023).

## Биография
Родился 20 февраля 1950 года, живёт и работает в Москве.
В 1973 году — окончил Московский педагогический государственный институт, в 1979 году — повышение квалификации в Центральной учебно-экспериментальной студии художественного проектирования Союза художников СССР «Сенеж» под руководством Е. А. Розенблюма.
С 1991 года — член Московского союза художников, с 2003 года — член Творческого союза художников России, с 2010 года — член ИКОМ России (ICOM).
С 2000 года — член правления Секции художественного проектирования Московского Союза художников.
С 2023 года — председатель государственной экзаменационной комиссии РГХПУ имени С. Г. Строганова.
В 2023 году — избран членом-корреспондентом Российской академии художеств от Отделения дизайна

## Творческая деятельность
Автор музейных и выставочных экспозиций с 1978 года.
Автор выставочных экспозиций: «Бородино — битва гигантов» в Государственном Бородинском военно-историческом музее-заповеднике (Московская область, 2002); «Золото — металл богов и царь металлов» в Государственном историческом музее (Москва, 2007); «Пройди путем эволюции» в Государственном Дарвиновском музее (Москва, 2010); «Московская Епархия — вчера, сегодня завтра» в церковном музее Московской Епархии Русской Православной церкви (расположен в Новодевичьем монастыре) (2014); «История стрелкового и холодного оружия от ХIV века до современности» в Тульском государственном музее оружия (2017); выставка к 100-летию Национального исследовательского центра Курчатовского института «Эффект Курчатова-Александрова» в Государственном центральном музее современной истории России (Москва, 2023); межмузейный выставочный проект «Пушкин-225» в Государственном музее А. С. Пушкина (Москва, 2024).
Музейные экспозиции: музея художника и сказочника Степана Писахова (Архангельск, 2008); музея археологии Чудова монастыря (Кремль, Москва, 2020).
Автор оформления «Русской комнаты» в зале консультаций Совета Безопасности ООН (Нью-Йорк, 2013).

## Награды
- Заслуженный художник Российской Федерации (2003)[1]
- Премия Правительства Российской Федерации в области культуры (в составе группы, за 2021 год) — за создание нового инновационного комплекса Тульского государственного музея оружия[2]
- Почётная грамота Президента Российской Федерации (2021) — за создание экспозиции Музея археологии Чудова монастыря
- Премия города Москвы в области литературы и искусства в номинации «Дизайн» (2004) — за создание художественной концепции и выполнение в натуре выставки «Бородинополе русской славы» в Центральном выставочном зале («Манеж») и постоянной экспозиции «Бородино: битва гигантов» Государственного Бородинского военно-исторического музея-заповедника, посвященных 190-летию Бородинского сражения[3]
- Премия города Москвы в области литературы и искусства (2023) — за создание дизайна постоянных экспозиций и выставок в музеях Москвы и Российской Федерации[4]
- Благодарность Министра культуры Российской Федерации (2002) — за вклад в отечественную культуру
- Медаль «Бородино — воинская слава России» Регионального общественного движения «Приоритет» (2010)
- Диплом лауреата Всероссийской историко-литературной премии «Александр Невский» (2011)
- Благодарность Главы города Подольска (2011)
- Юбилейная медаль «В память 200-летия победы в Отечественной войне 1812 года» Русской Православной Церкви (2012)
- Благодарность Министра иностранных дел Российской Федерации (2013) — за дизайн оформления «Русской комнаты» — зала консультаций Совета Безопасности ООН
- Медаль «За заслуги в развитии искусства» Московского Союза художников (2014)
- Благодарность директора Федеральной службы по финансовому мониторингу (2016)

Награды РАХ
- Золотая медаль РАХ (2010) — за экспозицию «Золото — металл богов и царь металлов»